# Anawalt
Anawalt är en ort i McDowell County i West Virginia i USA. Orten har fått sitt namn efter affärsmannen James White Anawalt. Vid 2020 års folkräkning hade Anawalt 165 invånare.